# ラニ・カマラパティ (ハビブガンジ)-ハズラト・ニザームッディーン・ヴァンデ・バーラト急行
ラニ・カマラパティ (ハビブガンジ)-ハズラト・ニザームッディーン・ヴァンデ・バーラト急行（英語: Rani Kamalapati (Habibganj)–Hazrat Nizamuddin Vande Bharat Express）は、インドの急行列車。都市間長距離電車列車であるヴァンデ・バーラト急行として運行する列車の1つで、2023年から営業運転を開始した。 

## 概要
2023年4月1日から営業運転を開始した、「ヴァンデ・バーラト急行」の中で11番目に設定された列車。インド中部の大都市・ボーパールの主要駅であるハビブガンジ駅とニューデリーのハズラト・ニザームッディーン駅の間を7時間30分かけて運行し、土曜日を除いた週6日に1往復が設定されている。一部区間ではヴァンデ・バーラト急行の中で最速となる160 km/h運転を実施する。